# Odontocolon atrum
Odontocolon atrum är en stekelart som beskrevs av Dali Chandra 1978. Odontocolon atrum ingår i släktet Odontocolon och familjen brokparasitsteklar. Inga underarter finns listade i Catalogue of Life.